# Ursula Schindehütte

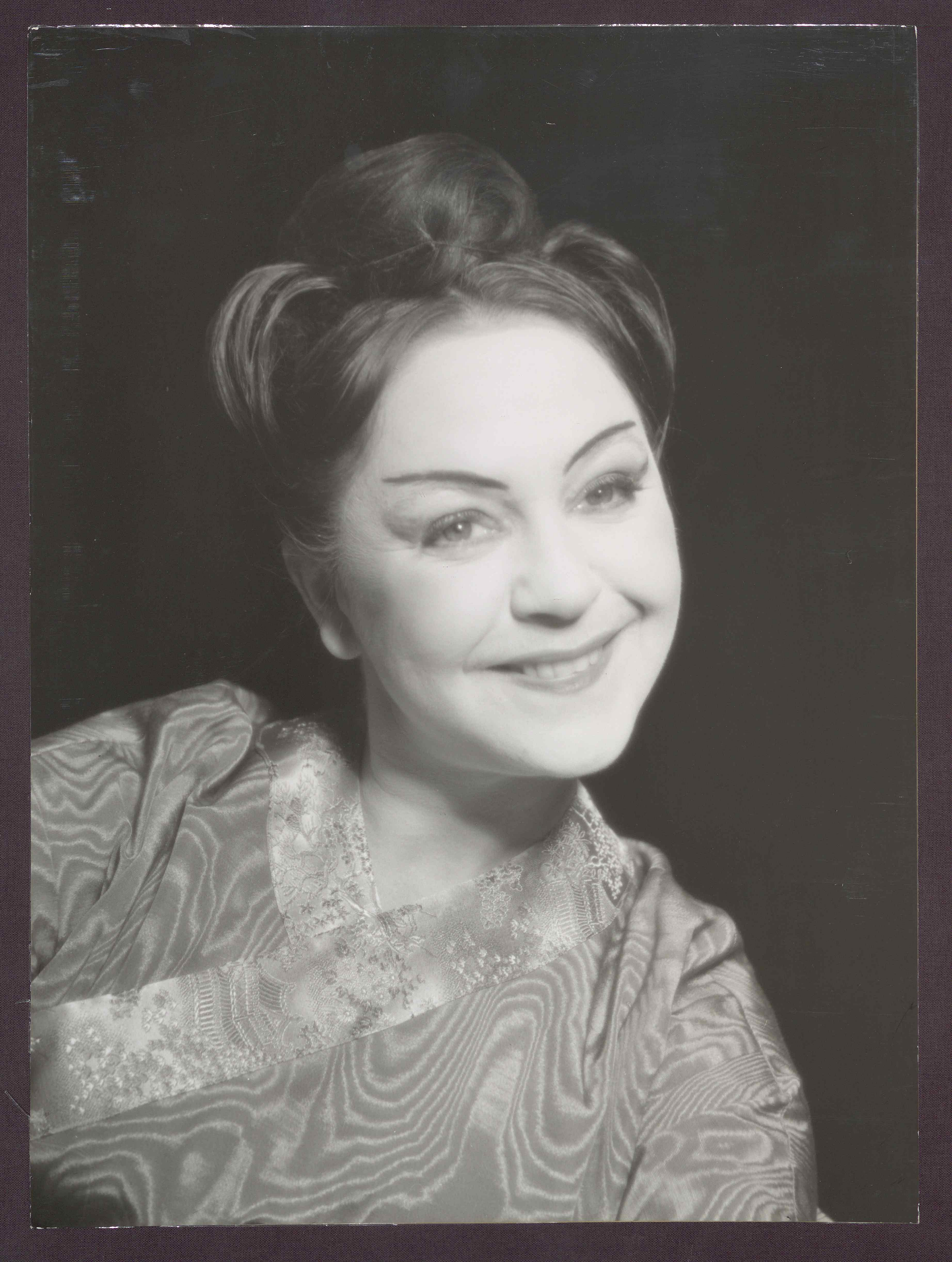
Ursula Schindehütte in Turandot am Badischen Staatstheater Karlsruhe (1959/1960)

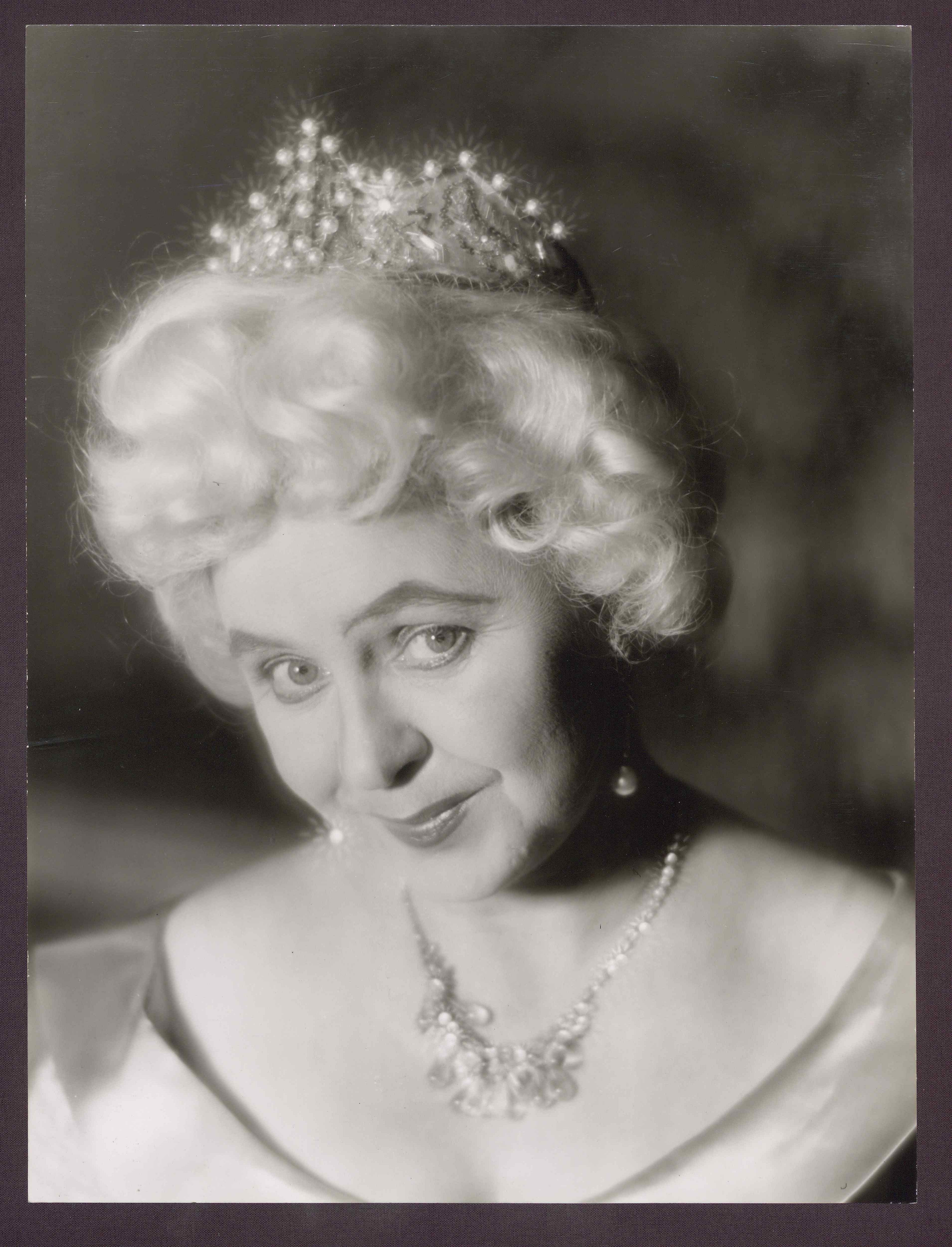
Schindehütte ebenda in Der Vogelhändler (1963/1964)

Ursula Schindehütte, verh. Schindehütte-Gündell (* 18. November 1921 in Mülheim an der Ruhr; † 18. März 1987), war eine deutsche Schauspielerin.

## Leben
Ursula Schindehütte besuchte die Mädchenrealschule und studierte danach an der Hochschule für Musik und Theater in Mannheim. Sie debütierte 1940 als Franziska in Minna von Barnhelm am Theater in Oberhausen, wo sie bis 1944 ein Engagement hatte. Anschließend war sie von 1945 bis 1949 am Nationaltheater Mannheim tätig. Von 1949 bis zu ihrem Tod 1987 gehörte sie dem Ensemble des Badischen Staatstheaters Karlsruhe an.
Ursula Schindehütte war während ihrer Laufbahn als Theaterschauspielerin in über hundert sowohl klassischen als auch modernen Rollen zu sehen. Während sie zunächst die „Muntere Naive“ und „Jugendliche Salondame“ verkörperte, entwickelte sie sich später zur Charakterdarstellerin. Sie spielte unter anderem Leonore Sanvitale in Torquato Tasso, Fin in Schneider Wibbel und die Titelrolle der alternden Putzfrau in Peter Turrinis Josef und Maria. Mitunter trat sie auch in Operetten auf.
Vor der Kamera stand Schindehütte als Pfarrersfrau in Ralph Lothars Fernsehfilm Geheimbund Nächstenliebe (1964) und als Frau Krakowski in der Sendung Loriots Telecabinet (1974). Sie wirkte auch an einer Reihe von Hörfunksendungen mit.
Die Genossenschaft Deutscher Bühnen-Angehöriger, der Schindehütte seit 1940 angehörte, verlieh ihr das Goldene Ehrenzeichen.
Ursula Schindehütte war mit Friedrich Adolf Gündell verheiratet. Sie starb 1987 nach langer schwerer Krankheit im Alter von 65 Jahren.

## Hörspiele (Auswahl)
- 1983: Elke Heidenreich: Kein trautes Heim (2 Folgen) (Oma) – Regie: Walter Adler (Original-Hörspiel, Kurzhörspiel – SWF)
- 1984: Hans Werner Knobloch: Mereyntje und seine Freunde (14 Folgen) – Regie: Lothar Schluck (Kinderhörspiel – SWF)

Quelle: ARD-Hörspieldatenbank